# Charles Ferdinand Schoch
Charles Ferdinand Schoch (Leiden, 18 september 1866 – Lourenço Marques, 24 november 1932) was een Nederlands bankdirecteur en politicus.
Hij werd geboren als zoon van Johannes Gustav Ulrich Schoch (1840-1922) en jkvr. Margaritha Catharina Gevers Deynoot (1844-1919). Zijn vader was officier en zou het brengen tot generaal-majoor titulair en zijn grootvader van moederszijde, Adriaan Willem Anne Gevers Deynoot was generaal-majoor.
Zelf is hij in 1889 aan de Rijksuniversiteit Utrecht afgestudeerd in de rechten en een jaar later in de staatswetenschappen. In 1891 promoveerde hij daar tot doctor in de staatswetenschappen op het proefschrift De Heerendiensten op Java en Madura volgens het Regeeringsreglement van 1854. Daarna was hij volontair bij het Ministerie van Koloniën waar hij in 1892 als adjunct-commies werd aangesteld. Hij was daar werkzaam bij het bureau West-Indische Zaken. In 1895 ging hij naar Suriname om als hoofdcommies te gaan werken bij de gouvernementssecretarie. Nadat W. Tonckens in 1896 benoemd was tot gouverneur van Suriname volgde hij Tonckens op als gouvernementssecretaris. In die periode trouwde hij met een dochter van jhr. C.H.A. van der Wijck die in 1893 benoemd was tot gouverneur-generaal van Nederlands-Indië. In 1901 gaf Schoch zijn status als ambtenaar op om de directeur in Paramaribo te worden van de Surinaamsche Bank. Daarnaast was hij vanaf 1904 lid van de Koloniale Staten. Een jaar later ging hij in Nederland werken als gevolg van zijn benoeming tot hoofddirecteur van die bank. Daarnaast was hij vele jaren voor de CHU lid van de Amsterdamse gemeenteraad.
Schoch ging in 1932 met pensioen bij de Surinaamsche Bank. Later dat jaar ging hij met een boot naar Zuid-Afrika. Hij werd toen ernstig ziek op die boot en werd opgenomen in een ziekenhuis in Lourenço Marques (huidig Maputo) waar hij kort daarna op 66-jarige leeftijd overleed.